# Bombardamenti navali del Giappone nella seconda guerra mondiale
Una campagna di bombardamenti navali del Giappone nella seconda guerra mondiale fu lanciata dalle forze navali degli Alleati tra il luglio e l'agosto 1945, durante le fasi finali delle operazioni belliche nel teatro operativo del Pacifico.
A partire dalla metà del luglio 1945 la United States Third Fleet dell'ammiraglio William Halsey, al cui interno erano state integrate varie unità della British Pacific Fleet, iniziò ad attaccare varie città e siti industriali lungo le coste orientali dell'arcipelago giapponese, impiegando sia velivoli imbarcati su portaerei che l'artiglieria di grosso calibro di navi da battaglia e incrociatori. Lo scopo di questi attacchi, oltre che causare danni a impianti industriali e basi nemiche difficilmente raggiungibili dai bombardieri strategici che decollavano dalle basi avanzate nelle isole Marianne, era anche quello di attirare in combattimento le residue forze aeree e navali rimaste ai giapponesi, onde distruggerle in preparazione di una eventuale invasione anfibia alleata dello stesso Giappone.
Gli attacchi di maggior ampiezza furono portati a termine il 14 e il 15 luglio ai danni degli impianti siderurgici di Kamaishi e Muroran nel nord del Giappone. Svariati altri attacchi da parte di navi statunitensi e britanniche si abbatterono su varie località della costa orientale di Honshū, fino all'ultima azione rappresentata da un secondo bombardamento di Kamaishi il 9 agosto. Ulteriori bombardamenti furono cancellati a seguito della resa del Giappone il 15 agosto seguente.
I bombardamenti ebbero scarso successo nell'attirare in combattimento le forze aeronavali nipponiche, conservate con cura proprio in vista del contrasto all'attesa invasione; per quanto ritenuti da alcuni come sproporzionati rispetto ai risultati ottenuti, i bombardamenti causarono comunque danni gravi all'industria giapponese dell'acciaio e soprattutto scossero pesantemente il morale della popolazione civile nipponica, convincendola ancora di più che la guerra era ormai perduta.

## Antefatti
A partire dalla metà del 1945, durante le ultime settimane della seconda guerra mondiale, le città e le zone industriali dell'arcipelago giapponese furono sottoposte a una serie di continui bombardamenti aerei a opera dei bombardieri strategici Boeing B-29 Superfortress della United States Army Air Forces (USAAF), in arrivo dalle basi allestite nell'arcipelago delle isole Marianne. Contemporaneamente, gli attacchi dei sommergibili e delle navi di superficie degli Alleati avevano sostanzialmente tagliato la maggior parte delle rotte commerciali che alimentavano la nazione, e i gruppi da battaglia delle portaerei della United States Navy avevano in più di un'occasione colpito con i loro velivoli località poste sulle isole patrie dei giapponesi. La carenza di carburante confinava le unità sopravvissute della Marina imperiale giapponese all'interno dei loro porti, e contemporaneamente forzava tanto il Servizio aeronautico della Marina quanto l'Aviazione dell'Esercito a tenere a terra i propri velivoli, conservati in riserva per impiegarli nel contrasto di una possibile invasione anfibia del Giappone prevista per il 1946.
Fin da prima dello scoppio della guerra, i comandi militari giapponesi avevano ritenuto che l'artiglieria costiera non rappresentasse più un elemento fondamentale per la difesa del paese; come conseguenza, solo pochi porti strategici erano difesi da installazioni di artiglieria capaci di ingaggiare navi da battaglia nemiche, e molti dei cannoni così impiegati erano pezzi di calibro relativamente ridotto.
Nel corso delle operazioni belliche nel teatro dell'oceano Pacifico, le navi da battaglia veloci della US Navy erano state impiegate come scorta per i gruppi di portaerei, la principale componente d'attacco della United States Pacific Fleet; solo occasionalmente le navi da battaglia statunitensi avevano partecipato ai bombardamenti delle postazioni giapponesi vicino alla costa, nonché combattuto azioni con le equivalenti navi da battaglia giapponesi. Alla metà del 1945, tuttavia, i comandanti navali degli Alleati decisero di impiegare le loro navi da battaglia per condurre una serie di bombardamenti delle città costiere del Giappone: la speranza era che questa azione forzasse i giapponesi a impiegare i velivoli tenuti di riserva per attaccare le formazioni navali degli Alleati, esponendoli quindi alla distruzione a opera dei caccia imbarcati sulle portaerei. Questa intenzione fu tuttavia prevista dal quartier generale giapponese, il quale dispose che i velivoli nipponici non fossero lanciati all'attacco delle navi nemiche, ma tenuti in riserva per essere impiegati nel contrasto della prevista invasione dell'arcipelago.

## I bombardamenti

### Primo attacco a Kamaishi

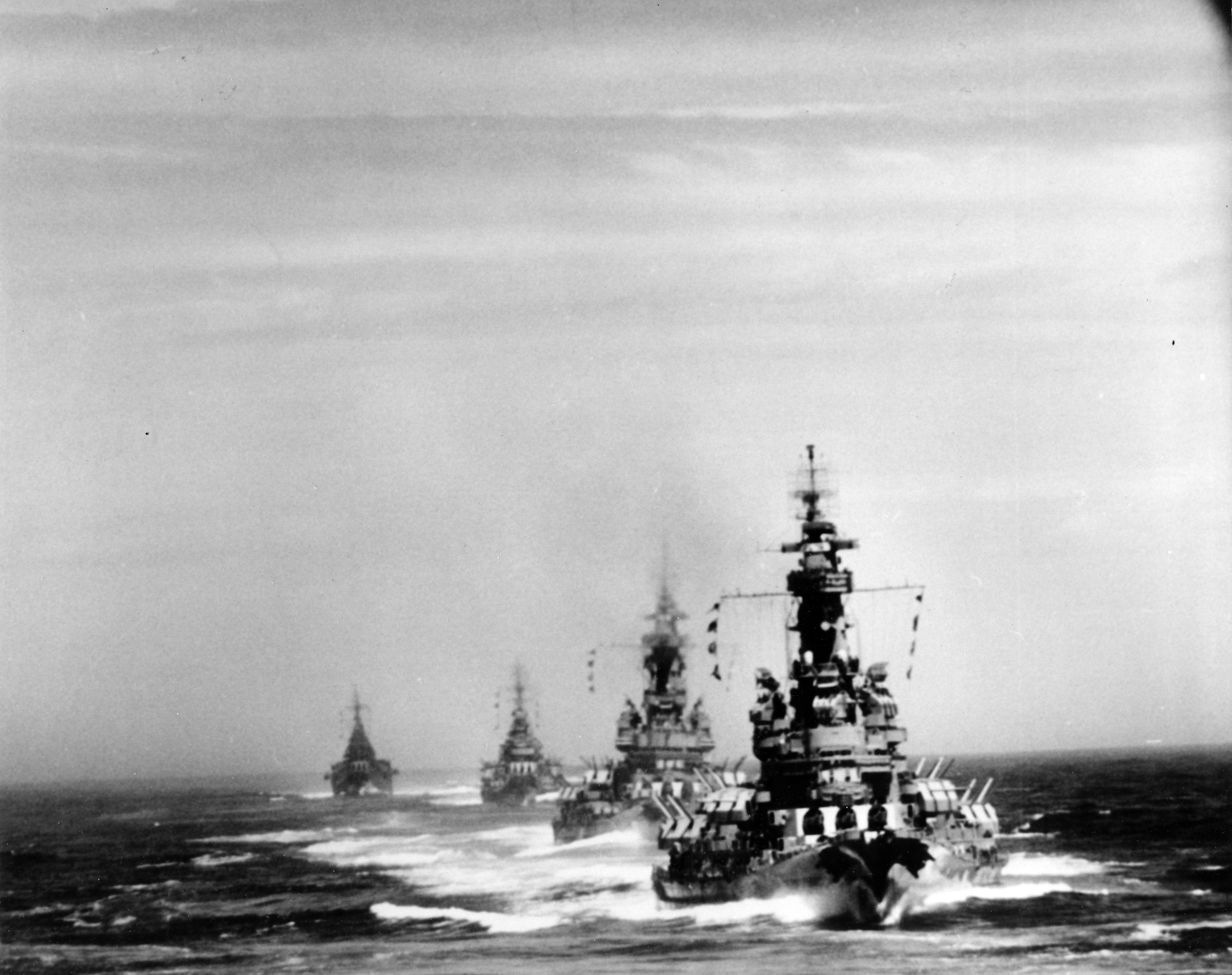
Le navi della Task Unit 34.8.1 in rotta per Kamaishi il 14 luglio 1945

Il 1º luglio 1945 la United States Third Fleet lasciò l'ancoraggio del golfo di Leyte nelle Filippine sotto il comando dell'ammiraglio William Halsey per attaccare le coste del Giappone; il piano di Halsey prevedeva di impiegare le navi da battaglia e gli incrociatori della sua flotta per battere postazioni militari e zone industriali lungo la costa. In preparazione a questo attacco, i sommergibili della US Navy pattugliarono le acque costiere del Giappone alla ricerca di campi di mine navali; nel mentre, i B-24 Liberator dell'USAAF condussero svariate missioni di ricognizione fotografica su gran parte del Giappone per individuare obiettivi da segnalare alla Third Fleet.
La principale componente d'attacco della Third Fleet, la Task Force 38 (TF 38) del viceammiraglio John S. McCain Sr., iniziò a colpire obiettivi in Giappone il 10 luglio: velivoli decollati dalle portaerei della formazione bombardarono vari impianti industriali nella zona di Tokyo. La Task Force 38 diresse quindi a nord, e il 14 luglio iniziò una serie di raid aerei contro obiettivi situati nell'Hokkaidō e nel nord di Honshū: queste zone si trovavano fuori dal raggio d'azione dei B-29 nelle Marianne e, fino a quel momento, non erano mai state attaccate. I velivoli delle portaerei incontrarono solo una scarsa resistenza, e colarono a picco 11 navi da guerra e 20 mercantili; altre otto navi da guerra e 21 mercantili furono danneggiati, e i piloti statunitensi rivendicarono l'abbattimento di 25 velivoli giapponesi.
Quello stesso 14 luglio, in contemporanea agli attacchi delle portaerei, le navi di superficie condussero il loro primo bombardamento costiero del Giappone. Un gruppo da bombardamento sotto il contrammiraglio John F. Shafroth Jr., designato come Task Unit 34.8.1 (TU 34.8.1), fu distaccato dalla TF 38 per cannoneggiare gli impianti siderurgici di Kamaishi nel nord di Honshū; all'epoca la città aveva una popolazione di 40 000 abitanti e i suoi impianti di lavorazione del metallo erano i più grandi del Giappone, anche se per via della carenza di carbone e di altre materie rare causata dagli attacchi dei sommergibili gli impianti lavoravano a meno della metà della loro capacità. Vari prigionieri di guerra alleati erano stati assegnati come lavoratori alle industrie della zona ed erano detenuti in due accampamenti alle porte della città.
La TU 34.8.1 comprendeva le navi da battaglia USS South Dakota, USS Indiana e USS Massachusetts come pure gli incrociatori pesanti USS Quincy e USS Chicago e nove cacciatorpediniere. Il gruppo aprì il fuoco sugli impianti industriali alle 12:10 da una distanza di 27 chilometri; le navi serrarono quindi le distanze, ma non si avvicinarono mai a meno di due chilometri dalla costa visto che non erano disponibili dragamine per neutralizzare eventuali campi minati difensivi giapponesi. Il cannoneggiamento proseguì per due ore, nel corso delle quali la forza statunitensi compì sei passaggi davanti all'imboccatura del porto di Kamaishi sparando un totale di 802 colpi da 406 mm, 728 da 203 mm e 825 da 127 mm. Sebbene molti dei colpi fossero caduti all'interno dei terreni delle fabbriche, l'onda d'urto delle loro esplosioni causò lo scoppio di vari incendi in lungo e in largo per l'abitato di Kamaishi; le colonne di fumo così risultanti impedirono ai velivoli delle portaerei di supportare il bombardamento o segnalare correzioni al tiro, e le navi da battaglia continuarono quindi a sparare su bersagli predeterminati. Nessun velivolo giapponese o postazione di artiglieria costiera tentò di contrastare questa incursione.
Velivoli alleati compirono ricognizioni fotografiche degli impianti industriali dopo il raid, ma gli analisti sottostimarono l'ammontare dei danni inflitti: questa era la prima volta che gli statunitensi impiegavano la ricognizione fotografica aerea per valutare gli effetti di un bombardamento navale su impianti industriali e gli interpreti posero eccessivamente l'accento sul fatto che nessuno degli edifici delle fabbriche era stato distrutto. Gli Alleati appresero solo dopo la guerra che le industrie siderurgiche di Kamaishi erano state danneggiate e obbligate a cessare la produzione per un certo periodo, valutato in quattro settimane per la produzione di ghisa e di due mesi e mezzo per quella del coke; l'attacco distrusse 1 460 case della città e uccise 424 civili, oltre a 28 marinai di un cacciasommergibili della marina colato a picco nel porto. Anche cinque prigionieri di guerra alleati rimasero uccisi nel bombardamento.

### Muroran

Carta del Giappone con indicati i principali attacchi navali sferrati dagli Alleati tra il luglio e l'agosto 1945: in nero gli attacchi delle portaerei, in rosso i bombardamenti delle navi da battaglia

Nella notte tra il 14 e il 15 luglio 1945 un'altra forza da bombardamento fu distaccata dalla TF 38 per attaccare Muroran sulla costa sud-orientale di Hokkaidō: l'unità era la TU 34.8.2 del contrammiraglio Oscar C. Badger, e comprendeva le navi da battaglia USS Iowa, USS Missouri e USS Wisconsin, gli incrociatori leggeri USS Atlanta e USS Dayton e otto cacciatorpediniere; lo stesso ammiraglio Halsey accompagnava la forza da bordo della Missouri. L'obiettivo dell'attacco erano gli impianti siderurgici della Japan Steel Works e della Wanishi Iron Works; inoltre, nel corso della stessa notte una forza di quattro incrociatori e sei cacciatorpediniere fu distaccata per attaccare il traffico navale nipponico lungo la costa orientale di Honshū, ma non localizzò alcun bersaglio.
Il bombardamento della TU 34.8.2 ebbe inizio all'alba del 15 luglio. Le tre navi da battaglia aprirono il fuoco da una distanza di 26-29 chilometri, sparando un totale di 860 colpi da 406 mm; l'osservazione aerea per l'aggiustamento del tiro fu resa difficoltosa dalla presenza di fitte nubi e solo 170 colpi esplosero all'interno del perimetro dei due impianti industriali. Ad ogni modo considerevoli danni furono inflitti alle fabbriche, risultanti in un ritardo di due mesi e mezzo nella produzione di coke e di poco meno nella produzione di ghisa; estesi furono anche i danni inflitti all'abitato della città. Come nel caso del bombardamento di Kamaishi, tuttavia, gli analisti alleati della ricognizione fotografica sottostimarono l'ammontare dei danni inflitti. La TU 34.8.2 si espose al rischio di attacchi aerei dalla vicina riva di Hokkaidō per più di sei ore, che Halsey stesso definì come le più lunghe della sua vita; gli scarsi tentativi di attacco verificatisi in questa occasione convinsero Halsey che i giapponesi stessero risparmiando i loro velivoli per usarli in vista della progettata invasione anfibia da parte degli Alleati. Quello stesso 15 luglio velivoli decollati dalle portaerei della TF 38 colpirono ancora vari obiettivi tra Hokkaidō e il nord di Honshū, infliggendo danni devastanti ala flottiglia di mercantili intenta a trasportare rifornimenti di carbone tra le due isole.

### Hitachi
Gli attacchi a Hokkaidō e Honshū terminarono il 15 luglio e la TF 38 si allontanò dalle coste giapponesi per rifornirsi in mare e ricongiungersi alla sopraggiunta British Pacific Fleet, designata come Task Force 37 (TF 37). La mattina del 17 luglio velivoli decollati dalle portaerei statunitensi e britanniche attaccarono obiettivi a nord di Tokyo; più tardi quello stesso giorno, la TU 34.8.2 fu distaccata per cannoneggiare vari bersagli attorno alla città di Hitachi, circa 130 chilometri a nord di Tokyo. La formazione era al comando del contrammiraglio Badger e comprendeva le navi da battaglia Iowa, Missouri, Wisconsin, USS North Carolina, USS Alabama e HMS King George V (britannica), gli incrociatori leggeri Atlanta e Dayton, otto cacciatorpediniere statunitensi e due britannici; la King George V e i suoi due cacciatorpediniere di scorta navigavano a poppa della formazione statunitense e operavano indipendentemente da questa. Halsey stesso accompagnò la formazione sulla Missouri.
Il bombardamento della zona di Hitachi prese il via nella notte tra il 17 e il 18 luglio. Pioggia e nebbia resero difficoltosa l'individuazione dei bersagli e impedirono ai velivoli da ricognizione di alzarsi in volo, ma varie formazioni decollate dalle portaerei compirono voli di protezione sopra la forza da bombardamento. Le navi da battaglia alleate aprirono il fuoco alle 23:10, dirigendo il tiro con i loro apparati radar e LORAN. Gli attaccanti presero di mira nove impianti industriali e, dopo aver cessato il fuoco alle 01:10, le navi da battaglia statunitensi avevano sparato un totale di 1 238 colpi da 406 mm mentre la King George V aveva sparato 267 colpi da 356 mm; anche i due incrociatori leggeri avevano aperto il fuoco con i loro pezzi da 152 mm, bersagliando con 292 colpi installazioni radar giapponesi a sud di Hitachi. Tutti i colpi furono sparati da una distanza compresa tra i 21 e i 32 chilometri.
L'attacco a Hitachi produsse risultati misti. Solo tre dei nove bersagli presi di mira erano stati colpiti e i danni complessivi inflitti agli impianti della zona industriale della città furono giudicati come leggeri; tuttavia, il bombardamento inflisse considerevoli danni alle zone urbane e ai servizi essenziali della città, incrementati da un raid di bombardieri B-29 nella notte tra il 18 e il 19 luglio che distrusse o danneggiò il 79% dell'area urbana di Hitachi. La storia ufficiale della US Navy sostiene che vari abitanti del posto trovarono più terrificante il bombardamento navale rispetto a quello aereo.

### Nojima Saki e Shionomisaki
Il 18 luglio le TF 37 e 38 condussero vari attacchi aerei nella zona di Tokyo, con i velivoli statunitensi che si accanirono in particolare contro le unità giapponesi e la nave da battaglia Nagato ancorate nella base di Yokosuka. Quella stessa notte, la Cruiser Division 17 (CruDiv 17) del contrammiraglio J. Cary Jones, comprendente gli incrociatori leggeri USS Astoria, USS Pasadena, USS Springfield e USS Wilkes-Barre e sei cacciatorpediniere, sparò 240 colpi da 152 mm contro impianti radar giapponesi situati a Capo Nojima (Nojima Saki), ma senza far registrare centri.
Dopo aver completato la sua campagna di bombardamenti nella zona di Tokyo, la flotta alleata si rifornì in mare tra il 21 e il 23 luglio prima di lanciare nuovi pesanti attacchi aerei su Kure e il Mare interno di Seto tra il 24 e il 28 luglio. Nella notte tra il 24 e il 25 luglio, la CruDiv 17 pattugliò il Canale di Kii e bombardò la base per idrovolanti di Kushimoto, una pista d'aviazione presso Capo Shionomisaki e una stazione radio, causando però solo danni minori.

### Hamamatsu
Il 29 luglio un gruppo da bombardamento fu distaccato dalla flotta principale per andare a cannoneggiare la città di Hamamatsu, lungo la costa meridionale di Honshu tra Nagoya e Tokyo, già bombardata in precedenza dai velivoli dell'USAAF. La forza comprendeva le stesse navi che avevano bombardato Kamaishi il 14 luglio, ma con l'aggiunta della King George V e dei cacciatorpediniere HMS Ulysses, HMS Undine e HMS Urania; le quattro navi britanniche formavano la Task Unit 37.1.2 (TU 37.1.2). L'intera formazione era agli ordini del contrammiraglio statunitense John F. Shafroth Jr.
Britannici e statunitensi ingaggiarono i loro bersagli indipendentemente gli uni dagli altri. La King George V aprì il fuoco alle 23:19 sugli impianti della Japan Musical Instrument Company (che erano stati riconvertiti alla produzione di motori aeronautici); la corazzata sparò 265 colpi da 356 mm da una distanza di 18 chilometri in 27 minuti, ma nonostante le segnalazioni di un aereo da ricognizione per l'aggiustamento del tiro e le buone condizioni di visibilità riuscì a infliggere solo pochi danni alle installazioni industriali. Anche la nave da battaglia Massachusetts cannoneggiò gli impianti della Japan Musical Instrument Company, ma mise a segno solo pochi centri. A dispetto dei limitati danni fisicamente inflitti alle fabbriche, tuttavia, il bombardamento causò assenze dal lavoro degli operai e la distruzione dei servizi di supporto che portarono a una cessazione della produzione negli impianti.
Le unità statunitensi bombardarono anche una fabbrica di locomotive delle Ferrovie imperiali giapponesi e altri tre impianti industriali: la prima cessò di operare per circa tre mesi a causa dei danni subiti, ma due degli altri impianti avevano già cessato di produrre da prima del bombardamento e il terzo non fu danneggiato. Due ponti ferroviari dell'importante Linea principale Tōkaidō furono presi di mira ma non colpiti, sebbene i danni causati alle infrastrutture ferroviarie nelle vicinanze portarono a una chiusura della linea per 66 ore. Nel corso del bombardamento il cacciatorpediniere Undine aprì per due volte il fuoco contro navi giapponesi apparse all'orizzonte, probabilmente gruppi di pescherecci; nessun aereo giapponese o batteria di artiglieria costiera tentò di contrastare l'attacco degli Alleati.
Il bombardamento di Hamamatsu fu l'ultima volta nella storia in cui una nave da battaglia britannica aprì il fuoco in una situazione di combattimento reale.

### Shimizu e il secondo attacco a Kamaishi

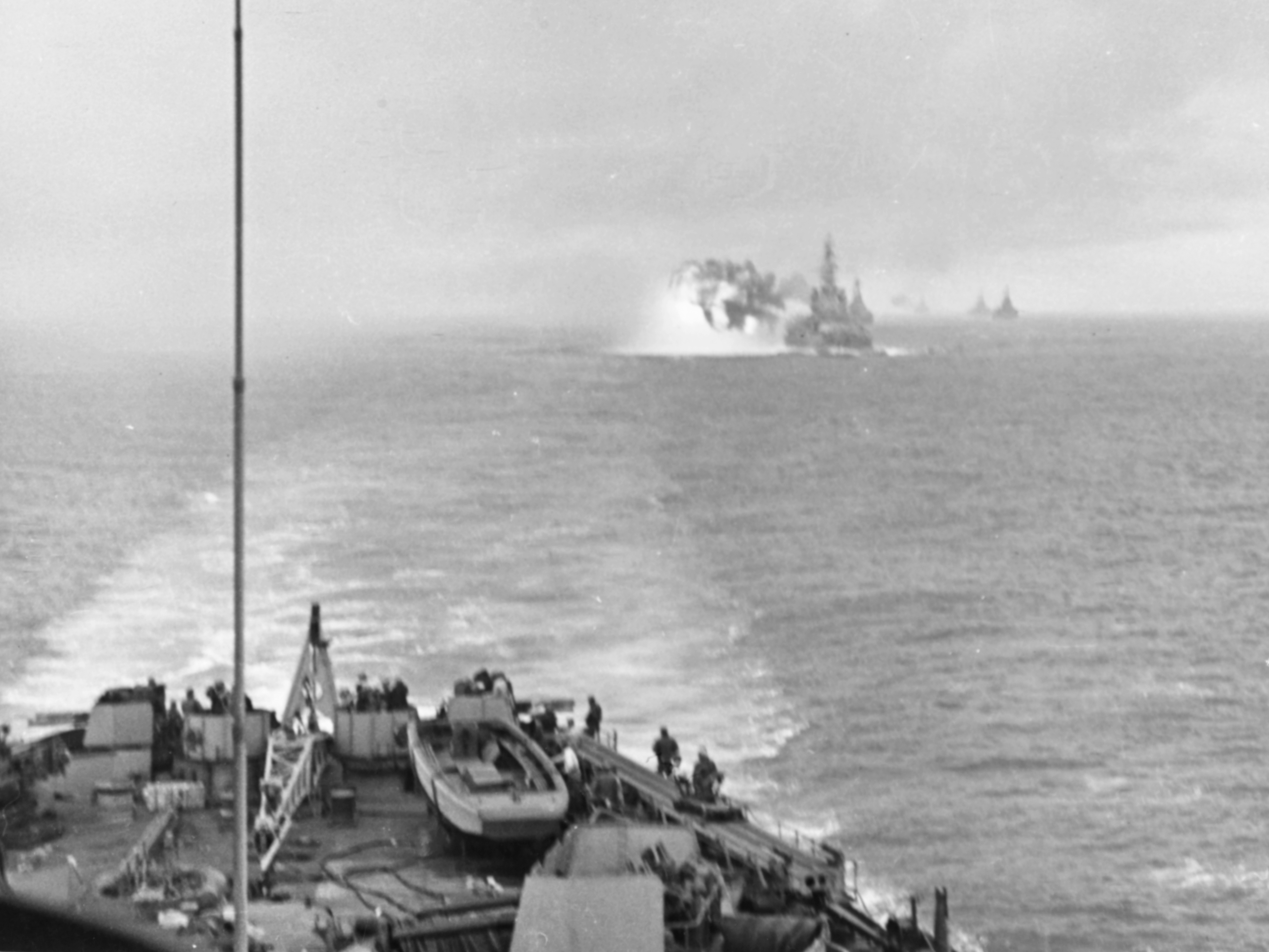
La USS Massachusetts apre il fuoco su Kamaishi il 9 agosto 1945

Nella notte tra il 30 e il 31 luglio il Destroyer Squadron 25 (DesRon 25) del capitano di vascello J.W. Ludewig penetrò nella Baia di Suruga a caccia di navi giapponesi. Nessun bastimento nemico venne individuato, e quindi nelle prime ore del 31 luglio la formazione si inoltrò in profondità nella baia e andò a cannoneggiare per sette minuti un parco ferroviario e un impianto di produzione dell'alluminio presso l'abitato di Shimizu (oggi un quartiere di Shizuoka), sparando 1 100 colpi da 127 mm. L'impianto di produzione dell'alluminio venne colpito, ma questo fu un successo inutile visto che la fabbrica aveva già cessato la produzione a causa della carenza di materie prime; nessun danno venne invece inflitto alle infrastrutture ferroviarie.
Nel corso degli ultimi giorni di luglio e dei primi giorni di agosto, la flotta alleata si tenne alla larga dalle coste del Giappone per evitare un tifone in arrivo e per reintegrare le scorte di carburante e munizioni. La flotta quindi diresse a nord e, sia il 9 che il 10 agosto, le portaerei sferrarono attacchi aerei contro una concentrazione di piste aeronautiche nel nord di Honshū; i piloti alleati rivendicarono a distruzione di 720 velivoli nipponici nel corso di questa operazione.
Come parte di queste operazioni nel nord di Honshu, Kamaishi fu bombardata dal mare nuovamente il 9 agosto, sulla base dell'assunto che i danni inflitti nella precedente incursione fossero stati limitati. La TU 34.8.1 condusse l'attacco impiegando le stesse unità del bombardamento del 14 luglio, con l'aggiunta degli incrociatori pesanti USS Boston e USS Saint Paul, degli incrociatori leggeri HMS Newfoundland e HMNZS Gambia (neozelandese) e dei cacciatorpediniere HMS Terpsichore, HMS Termagant e HMS Tenacious; la King George V non poté partecipare all'azione perché problemi riscontrati all'apparato motore non le consentivano di tenere la velocità del resto della formazione.
Le navi alleate aprirono il fuoco sugli impianti siderurgici e sulle strutture portuali alle 12:54. Il bombardamento fu condotto da una distanza di 13 chilometri e proseguì per le seguenti due ore: le navi compirono quattro passaggi davanti alla città e spararono un totale di 803 colpi da 406 mm, 1 383 colpi da 203 mm e 733 colpi da 152 mm; nel corso del bombardamento vari aerei giapponesi tentarono di portarsi all'attacco della formazione e due di essi furono abbattuti dai caccia di copertura degli Alleati. Il bombardamento causò molti più danni di quello del 14 luglio e grossi quantitativi di ghisa furono distrutti. Gli attaccanti presero di mira anche le aree abitative poste intorno agli impianti industriali, distruggendo un totale di 1 471 abitazioni e uccidendo 281 civili; anche uno dei campi di detenzione per prigionieri di guerra di Kamaishi fu raggiunto dal bombardamento e 27 prigionieri alleati persero la vita. Il rumore del bombardamento fu trasmesso in diretta alle radio negli Stati Uniti tramite gli impianti della corazzata Iowa.
Un ulteriore bombardamento di obiettivi giapponesi non specificati era stato pianificato per il 13 agosto a opera di una forza comprendente la King George V, tre incrociatori leggeri e una scorta di cacciatorpediniere; l'azione fu tuttavia cancellata sia per i problemi all'apparato motore della corazzata sia per via dei bombardamenti atomici di Hiroshima e Nagasaki il 6 e 9 agosto. Nessun ulteriore bombardamento navale venne condotto dalla flotta alleata prima che il Giappone si arrendesse il 15 agosto 1945.

### Gli attacchi dei sommergibili
Anche due sommergibili statunitensi compirono bombardamenti costieri del Giappone durante le ultime settimane del conflitto. Il 20 giugno lo USS Barb, al comando del comandante Eugene B. Fluckey arrivò nelle acque a nord del Giappone; in vista di questo pattugliamento, il battello era stato dotato di uno sperimentale lanciarazzi da 130 mm progettato per compiere bombardamenti costieri. Poco dopo la mezzanotte del 22 giugno il sommergibile sparò 12 razzi su Shari nel nord-est di Hokkaidō; in seguito il Barb diresse a nord e il 2 luglio bombardò Kaiyo nel sud-est dell'isola di Sachalin con il suo cannone di bordo: nel corso dell'attacco furono affondati tre sampan ancorati nel porto, vennero danneggiati degli impianti ittici e appiccati vari incendi all'abitato. Il giorno seguente il sommergibile sparò alcuni razzi su Shikuka e il 23 luglio un gruppo di otto sabotatori fu sbarcato lungo la costa orientale di Sachalin, per piazzare cariche esplosive sul tracciato della locale ferrovia: l'esplosione di una queste fece deragliare un treno uccidendo 150 persone tra militari e civili.
Il 24 luglio il Barb sparò 32 razzi su Shirutoru e altri 12 razzi sull'abitato di Kashiho sempre su Sachalin; mentre il sommergibile era in rotta per rientrare alla base, altri bombardamenti furono condotti il 25 luglio su Chiri e il giorno seguente su Shibetoro nelle isole Curili; nell'attacco a Shibetoro, in particolare, fu preso di mira un cantiere per la realizzazione di sampan e 35 battelli in costruzione furono distrutti.
Un altro bombardamento costiero fu condotto dal sommergibile USS Trutta il 24 giugno, quando il battello sparò alcuni colpi di cannone ai danni dell'isola di Hirado. L'azione era più che altro una manovra diversiva, diretta a far credere ai giapponesi che una forza statunitense stesse operando nello stretto di Tsushima e coprire così la penetrazione nel Mar del Giappone di una formazione di sommergibili attraverso lo stretto di La Pérouse tra Hokkaidō e Sachalin.

## Conseguenze

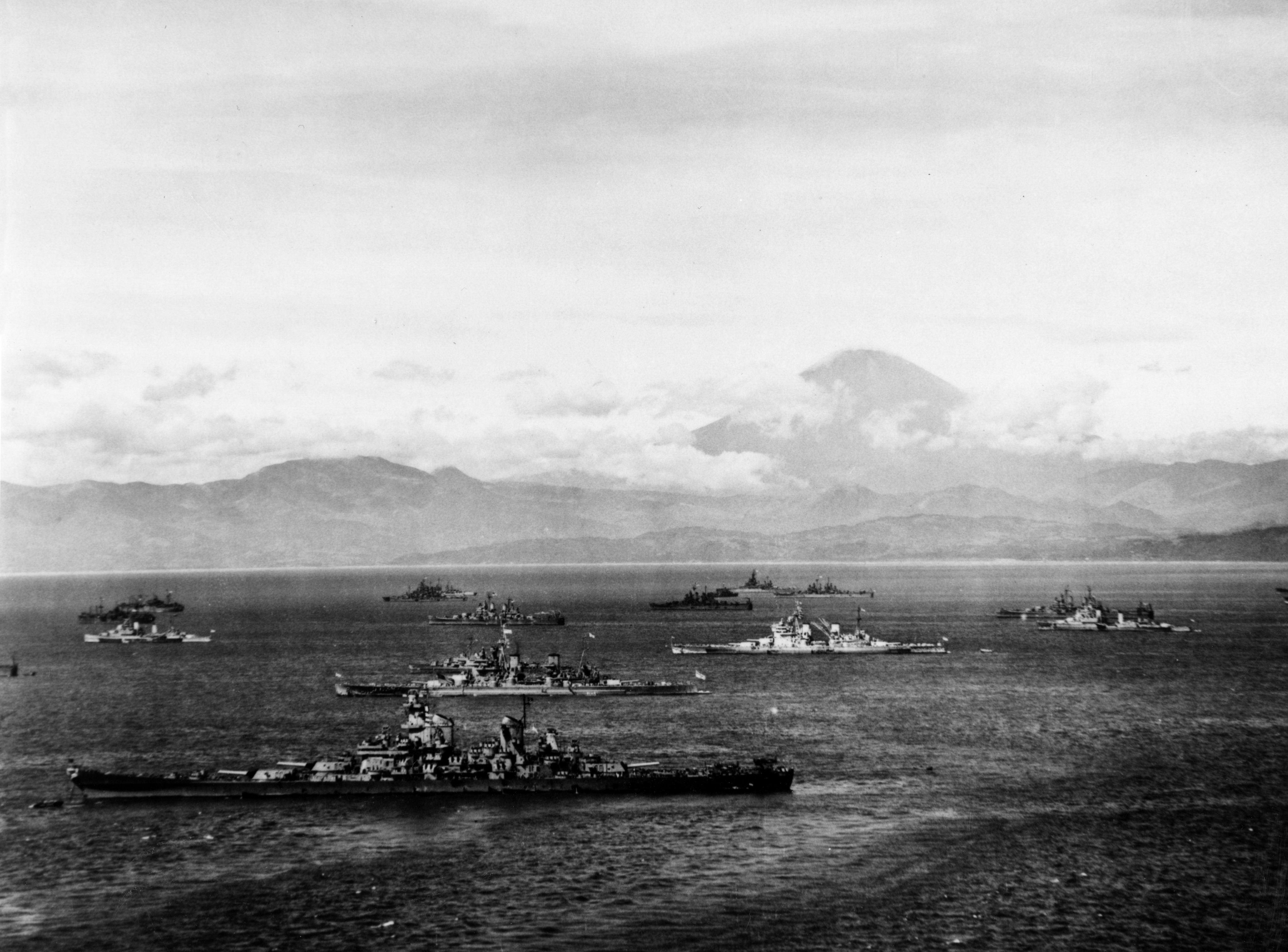
Le navi da battaglia degli Alleati fanno il loro ingresso nella Baia di Sagami il 28 agosto 1945 in preparazione della cerimonia di resa formale del Giappone, tenutasi il 2 settembre seguente

La campagna di bombardamenti costieri intrapresa dagli Alleati fallì l'obiettivo di provocare la reazione delle restanti forze aeronavali giapponesi perché venissero distrutte in previsione dell'invasione dell'arcipelago; ciononostante, i bombardamenti inflissero gravi danni all'industria siderurgica nipponica. Sebbene molte delle industrie attaccate stessero già operando con una capacità ridotta a causa della mancanza di materie prime, gli importanti impianti di Kamaishi subirono danni pesanti quando furono bombardati dalle navi da battaglia in luglio e agosto: nel corso di questi attacchi il tiro degli Alleati fu molto accurato, e diretto in particolare sugli impianti di produzione del coke che erano vitali per mantenere in funzione l'intera produzione.
Analisi eseguite nel dopoguerra stimarono che i danni inflitti alle strutture industriali dai proiettili da 410 mm delle corazzate, ciascuno del peso di 910 chili, furono minori di quelli inflitti dalle bombe a frammentazione dello stesso peso o di peso inferiore utilizzate dai bombardieri nei loro raid aerei; questo fece dire al viceammiraglio McCain che gli aerei assegnati alla protezione dei gruppi di navi da battaglia avrebbero potuto causare maggiori danni se fossero stati a loro volta impiegati per gli attacchi al posto delle navi stesse. Il gruppo di esperti incaricato di redigere una valutazione dei bombardamenti strategici intrapresi dagli Alleati nel conflitto (valutazione concretizzatasi nel dopoguerra nell'ampio rapporto intitolato United States Strategic Bombing Survey) fece tuttavia notare che i bombardamenti navali erano giustificati dai bassissimi rischi che le navi coinvolte correvano in queste operazioni.
I bombardamenti ebbero poi un forte impatto sul morale dei giapponesi. I civili nipponici che sperimentarono sia i bombardamenti aerei che quelli navali ritennero questi ultimi come molto più terrificanti, a causa della loro imprevedibilità e maggiore durata. Molti degli impianti industriali che soffrirono danni fisici minori nel corso degli attacchi incorsero comunque in significativi cali della produzione, a causa dell'assenteismo e del calo di produttività degli operai; questo fenomeno non fu tuttavia universale, e in due delle fabbriche attaccate si rilevò invece un aumento del morale degli operai giapponesi. L'apparizione di vaste formazioni di navi anglo-statunitensi lungo le coste del Giappone stesso convinse molti giapponesi che la guerra era ormai perduta, tuttavia ciò ebbe scarso impatto sul portare effettivamente il conflitto a una conclusione, visto che la visione dei civili aveva scarso peso nelle decisioni del militarista governo nipponico.
Nel 1949 l'Agenzia per la stabilizzazione economica del Giappone calcolò che i bombardamenti navali degli Alleati e altre forme di attacco diverse dai bombardamenti strategici avevano causato 3 282 vittime: circa lo 0,5% di tutte le perdite inflitte dagli Alleati sul suolo delle isole giapponesi. Le vittime causate dai bombardamenti navali furono stimate in 1 739 morti, 46 dispersi e 1 497 feriti.